# 오노역 (시가현)
오노역(일본어: 小野駅, おのえき)은 일본 시가현 오쓰시에 있는 서일본 여객철도의 철도역이다.

## 역 구조
상대식 승강장으로, 2면 2선 형태의 고가역이다. 가타타역 관할권에 있으며, 역 업무는 JR 서일본 교통 서비스가 대신하고 있다. 이코카 및 제휴 교통카드의 사용이 가능하다.

### 승강장
| 1 | ■ 고세이 선 | 오미이마즈 · 쓰루가 방면 |
| 2 | ■ 고세이 선 | 교토 · 오사카            |

## 역사
- 1988년 12월 4일 - 서일본 여객철도 고세이 선 가타타 역 ~ 와니 역 사이에 개업하였다.
- 2003년 11월 1일 - 이코카의 사용이 개시되었다.

## 인접역
| 서일본 여객철도      | 서일본 여객철도  | 서일본 여객철도      |
| -------------------- | ---------------- | -------------------- |
| 가타타 야마시나 방면 | ■ 고세이 선 보통 | 와니 오미시오쓰 방면 |